# Mossendjo
Mossendjo är en stad (franska: commune) i Kongo-Brazzaville. Den ligger i departementet Niari, i den sydvästra delen av landet, 300 km nordväst om huvudstaden Brazzaville. Antalet invånare är 18 628.